# Okoboji, Iowa
Okoboji là một thành phố thuộc quận Dickinson, tiểu bang Iowa, Hoa Kỳ. Năm 2010, dân số của thành phố này là 807 người.

## Dân số
Dân số qua các năm:
- Năm 2000: 820 người.
- Năm 2010: 807 người.